# Panukulan
Panukulan ist eine philippinische Stadtgemeinde in der Provinz Quezon. Sie hat 13.546 Einwohner (Zensus 1. August 2015). Panukulan liegt auf der Insel Polillo, auf dem Polillo-Archipel im Norden der Bucht von Lamon. Ihre Nachbargemeinden sind Polillo und Burdeos.

## Baranggays
Panukulan ist politisch in zwölf Baranggays unterteilt.
- Balungay
- Bato
- Bonbon
- Calasumanga
- Kinalagti
- Libo
- Lipata
- Matangkap
- Milawid
- Pagitan
- Pandan
- San Juan (Pob.)